# SD Ejea
Sociedad Deportiva Ejea  is een Spaanse voetbalclub uit Ejea de los Caballeros in de regio Aragón. Thuisstadion is het Municipal de Ejea met 2.249 plaatsen.

## Geschiedenis
Ejea bereikte in 1956 voor het eerst de Tercera División. De club schipperde decennialang tussen deze competitie en de Preferente Aragonesa, tot het op 24 juni 2018 voor het eerst in zijn bestaan promoveerde naar de Segunda División B. 
In juni 2019 sloot Ejea een overeenkomt met SD Huesca dat Ejea voortaan zou fungeren als B-team van Huesca.  Dit statuut zouden ze maar één seizoen hebben.

## Eindklasseringen
| Seizoen | №   | Clubs | Divisie                    | Duels | Winst | Gelijk | Verlies | Doelsaldo | Punten |
| ------- | --- | ----- | -------------------------- | ----- | ----- | ------ | ------- | --------- | ------ |
| 2015/16 | 6   | 20    | Tercera División (IV)      | 38    | 19    | 9      | 10      | 66−38     | 66     |
| 2016/17 | 4   | 20    | Tercera División (IV)      | 38    | 18    | 10     | 10      | 59−38     | 64     |
| 2017/18 | 3   | 20    | Tercera División (IV)      | 38    | 21    | 12     | 5       | 89−41     | 75     |
| 2018/19 | 14  | 20    | Segunda División B (III)   | 38    | 10    | 14     | 14      | 30−36     | 44     |
| 2019/20 | 15  | 20    | Segunda División B (III)   | 28    | 6     | 9      | 13      | 27-36     | 27     |
| 2020/21 | 8/2 | 20    | Segunda División B (III)   |       |       |        |         |           |        |
| 2021/22 | 18  | 18    | Segunda División RFEF (IV) |       |       |        |         |           |        |
| 2022/23 |     |       | Tercera División RFEF (V)  |       |       |        |         |           |        |

## Bekende (ex-)spelers
- José Dorado

Deportivo Alavés B ·
SD Amorebieta ·
Barakaldo CF ·
Athletic Bilbao B · 
CD Calahorra ·
CD Ebro ·
SD Ejea ·
Arenas Club de Getxo ·
Haro Deportivo ·
CD Izarra ·
SD Laredo ·
SD Leioa · 
SD Logroñés ·
UD Mutilvera ·
CA Osasuna B ·
Club Portugalete ·
Racing Santander ·
Real Sociedad B · 
SD Tarazona ·
CD Tudelano ·
Real Unión ·